# Dicranomyia (Dicranomyia) subremota
Dicranomyia (Dicranomyia) subremota is een tweevleugelige uit de familie steltmuggen (Limoniidae). De soort komt voor in het Australaziatisch gebied.